# Свирачи
Свирачи е село в Южна България. То се намира в община Ивайловград, област Хасково.

## География
Село Свирачи е разположено на един от най-източните ридове на Източните Родопи на 235 м надморска височина, на 6 км южно от Ивайловград и на около 3 км западно от българо-гръцката граница, до която водят само пътища без настилка. Областният център Хасково е на около 110 км, а другият близък областен град - Кърджали е на 100 км. През селото минава основният път от общинския център Ивайловград към коритото на Бяла река и разположените по поречието ѝ селца. От Свирачи се отклонява единствен настилен път към съседното с.Орешино.
Селото в основната си част е в протежение на юг-югоизточния дял на малък рид, който се спуска от към страната на селото към сух дол, пълнещ се основно от поройни дъждове.
В покрайнините на селото има няколко малки извора, но като цяло землището е сухо без значими водоизточници. В края на селското землище от север, по пътя за Ивайловград минава река Армира (Атеренска).

## История
Изцяло българско село в Източните Родопи, не се знае кога е създадено със сигурност. Името на селото е засвидетелствано във формите (Зорназан, Зорнозан и Зорлузан). Според легендата Зорназан или Зорнозан идва от трудното обработване на земята, а Зурназен от това, че в селото имало много свирачи на зурни. До Балканската война селото е населено изключително с турци и гърци. След войната, през 1914 година, гръцкото и турско население напускат селото и на тяхно място се заселват българи бежанци от Мала Азия - населяващи различни села в района от Чанаккале до Балъкесир (Република Турция). В Свирачи се заселват предимно българи от селата Коджапънар (Балъкесир) и Боашехир (Бига) в Мала Азия.

### Малоазийските българи
Настоящите жители на селото са потомци на малоазийски българи, т.е. българи живели в Мала Азия, до балканските войни. Първите по-значими преселвания обратно в Родината са от времето на Балканска война, когато турската армия започва да мобилизира български момчета. Против волята им момчетата са мобилизирани и изпратени на фронта срещу войските на собствения си народ. С риск за живота си някои от тях преминават фронтовата линия, за да минат на българска страна.

### Завръщане в Родината
След войната е подписана спогодба между България и Турция и е направена размяна на малцинства. Масовото завръщане на малоазианци в България е организирано и извършено на няколко пъти. По спомени на съвременници, след като се качват на един от корабите, мъжете изхърлят фесовете си в морето, което почервеняло наоколо. Едини от корабите акостира на Черноморското крайбрежие, а бежанците завърнали се с тях, се заселват в Бургаско и Варненско. Други кораби акостират в Дедеагач (сред тях и свираченци) и пътуващите с тях се заселват в Беломорска Тракия. След края на войната настанените в Беломорска Тракия (тогава българска) се изместват и заселват по-късно в района на настоящата община Ивайловград, включително с. Свирачи. Първите заселници в селото са Илия Гелимачев, Теньо Зангочев, Тодор Вълков, Тодор Катранджиев и др. Селото е заварено пусто без училище, без читалище, запазена е била само църквата „Св. Димитър“ и параклисът „Св. Парашкева“. Първите години от живота на преселилите се жители на Свирачи са свързани с преодоляването на много трудности. Налага се да свикнат с новите условия на живот, много семейства са разделени, не достигат средства за препитание. Благодарение на трудолюбието си, новите жители построяват училище до четвърто отделение, а по-късно построяват ново голямо училище.
С министерска заповед №2820 от 14 юли 1934 година селото е преименувано от Зорназан в Свирачи.

### След Втората световна война
До 9 септември 1944 г. селото се развива със забавени темпове. Първите пълномощници са Витан Пехливанов и Ангел Делииванов. През 50-те години селото започва чувствително да се развива. Особено осезателно и през периода 1970-1990 г., когато пълномощник, а по-късно кмет на селото, е Стефан Илиев Гелимачев. Благодарение на активната обществена дейност на този патриот и радетел за по доброто бъдеще на хората, селото процъфтява. През този период се водоснабдява селото и се изгражда канализация. Асфалтират се и се благоустрояват всички улици, телефонът достига до всеки дом. Изгражда се нов красив площад, на който през 1981 г. се издига голямата двуетажна сграда на младежкия дом. Построява се голяма и просторна ЦДГ, нов ФЗП, поща, надстроява се училището. През този период селото на няколко пъти е обявявано за национален първенец по благоустрояване и хигиенизиране.
След промените през 1989, предвид обхваналата цялата страна икономическа криза, населението в селото постепенно намалява.

## Религия
Жителите на селото са източноправославни българи.
В селото има една църква – „Св. Димитър“, построена през 1859 г. Църквата е известна с чудотворната кулизма (икона) на Света Богородица, за която жителите на Свирачи вярват, че е чудодейна и закриля жителите му. За много от малоазийските българи и особено за преселниците от с. Коджабунар (които са около половината от селото) Света Богородица е светицата закрилница. Този особен култ към Божата Майка е пренесен от Мала Азия. От там води началото си обичая да се носи начело на религиозни шествия и други ритуали нейната икона. За кулизмата се разказва, че има способността да „бъхте“ (бие) някои от жените, които я вземат в ръцете си. Жените имат главна роля при опазването на този и други обичаи, затова почти винаги само жени се подлагат на „боя“. Иконата „бъхте“ само един ден в годината - на 15 август - Голяма Богородица, на която дата същата се сваля от иконостаса на църквата. Според едни от преданията иконата „бие“ само „грешните“. Според други иконата „бие“ тези жени, които са извършили някакъв грях, но на които този грях е простен.(т.е. иконата опрощава греховете им). Според трети иконата „бие“ само тези жени, които нямат грехове.
Освен църквата селото има и параклис – „Св. Параскева“.
И двата храма са построени от гърците, които са живели в селото преди заселването на малоазианци.

## Обществени институции
Селото разполага с медицински пункт, младежки дом (читалище) и основно училище.

## Културни и природни забележителности
- До селото се намира римска могила (Чуката), за която се смята, че е некропол на живеещите във вила „Армира“ (находяща се между с. Свирачи и гр.Ивайловград), и която за сега е единствената по рода си като архитектурно изпълнение на теритoрията на страната и Балканите.

- На приблизително равно разстояние между Свирачи и Ивайловград се намира средновековната крепост „Мраморният град“, която е важна погранична крепост при цар Калоян